# Верес (футбольний клуб)
«Ве́рес» — український футбольний клуб, який представляє місто Рівне. Створений 1957 року. Виступає в українській Прем'єр-лізі. Учасник вищої ліги України в сезонах 1992/93 — 1994/95, 2017/18 і з 2021/22. Півфіналіст Кубка України 1993/94. У 2000-х роках грав у другій лізі, 29 квітня 2011 року втратив професіональний статус. Улітку 2015 року клуб було відновлено. У сезоні 2024/25 грає в українській Прем'єр-лізі.
Домашній стадіон: «Авангард», вміщує 7122 глядача. Кольори форми: червоно-чорна і чорно-біла.

## Історія

### Колишні назви
- «Колгоспник» — 1957–1966.
- «Горинь» — 1967–1971.
- «Авангард» — 1972–1990.
- «Верес» — з 1991 року.

### СРСР: 1957—1991
Команда в Рівному була заснована 1957 року під назвою «Колгоспник». Серед команд майстрів СРСР рівняни дебютували в сезоні 1958 року в класі «Б». У своєму дебютному чемпіонаті «Колгоспник» посів 14-те місце серед 16-ти клубів третьої зони. Всього у класі «Б» команда відіграла 13 сезонів (446 матчі, 149 перемоги, 132 нічиїх і 165 поразок, різниця м'ячів — 515—537). Особливих успіхів за цей час футболісти з Рівного не досягали. Найкращим результатом є 7 місце, здобуте двічі поспіль — у сезонах 1968-го та 1969-го років.
Після реорганізації чемпіонату СРСР в 1971 році «Горинь», яка через рік змінила назву на «Авангард», отримала право грати в українській зоні другої ліги, де й виступала до самого розпаду СРСР. У прем'єрному сезоні команда посіла останнє — 26-те місце у таблиці. Починаючи з кінця 70-х років «Авангард» почав прогресувати, а у 1981 році, під керівництвом відомих у минулому гравців київського «Динамо» Віктора Матвієнка та Володимира Трошкіна, до команди вперше прийшов серйозний успіх — третє місце у турнірі, і бронзові медалі другої ліги. За дев'ять років «Авангарду» вдалося повторити це досягнення. У тому пам'ятному для рівненського футболу сезоні 1990 року команду очолював Роман Покора. Всього в українській зоні другої ліги команда провела 21 сезон (922 гри, 346 перемог, 249 нічиїх, 327 поразок, різниця м'ячів — 964—950).

### Незалежна Україна, з 1991

#### Успіхи у вищій лізі: 1991—1997
Після здобуття Україною незалежності «Верес» потрапив до першої української ліги. Посівши перше місце у своїй групі в стартовому чемпіонаті (1992 р.), команда вже в наступному сезоні вперше дебютувала у вищій лізі чемпіонату України. Сезон 1992/93 рр. «Верес» закінчив на останньому місці, і врятувався від пониження в класі лише завдяки розширенню вищої ліги. Наступний чемпіонат (1993/94 рр.) став одним з найпам'ятніших в історії команди. Саме тоді «Верес» запам'ятався усій Україні своїми яскравими перемогами над «Дніпром» (2:1), «Металістом» (4:0), «Шахтарем» (2:0), проходом за підсумками двох матчів київського «Динамо» в розіграші Кубка України (0:0 — в Рівному,1:1 — у Києві). Після першого кола рівняни посідали почесне 4-те місце, але після зимової перерви здали свої позиції, і завершили чемпіонат дванадцятими. Тоді ж «Верес» досягнув найбільшого успіху і в Кубку України — дійшов до півфіналу, поступившись там сімферопольській «Таврії» — 0:2, 0:0. На жаль, це були останні серйозні досягнення «Вереса».

#### Скрутні часи  і розформування клубу: 1997—2011
Після яскравого піднесення на вершину, почалося не менш стрімке падіння донизу. У сезоні 1994/95 рр. рівняни розпрощалися з вищою лігою. Не довго (лише два сезони) футболісти «Вереса» протрималися і у першій лізі. Починаючи з чемпіонату 1997/98 рр., і по сезон 2010/11 «Верес» з перемінним успіхом представляв Рівненську область у другій лізі українського футболу.
29 квітня 2011 року через скрутне фінансове становище та відсутність допомоги з боку місцевого бізнесу та влади «Верес» припинив участь у змаганнях другої ліги та втратив професіональний статус.

#### Нова історія: 2015 — н.ч.
2015 року з ініціативи нового президента Рівненської обласної федерації футболу Олексія Хахльова було ініційовано відродження ФК «Верес». Клуб створювався за західноєвропейськими зразками — тобто, з клубним членством, спільним фінансуванням клубу його членами. 18 червня 2015 року Виконком ФФУ одноголосним рішенням допустив «Верес» до участі у другій лізі на наступний сезон, хоча за регламентом ПФЛ команда мала спочатку пограти на рівні першості України серед аматорів. На той момент, згідно з інформацією офіційного сайту ФК «Верес», його членами вже були 1113 осіб. Проводився селекційний збір під керівництвом місцевого тренера Миколи Філіна.
Станом на 2016 рік генеральним директором працював Ігор Дедишин (колишній гендиректор львівських «Карпат»), більшістю акцій клубу володів Львівський холодокомбінат (власник — Богдан Копитко), а команда мала «Лімо» за титульного спонсора.
2017 року титульним спонсором стала будівельна корпорація «Global Development». У попередніх роках ці фірми були спонсорами «Карпат».
У 2017 році «Верес» вийшов до УПЛ. Свої домашні матчі проводив на стадіоні «Арена Львів» у Львові, оскільки домашній стадіон «Авангард» у Рівному потребував капітального ремонту. 10 вересня 2017 року «Верес» здобув найбільшу свою виїзну перемогу в прем'єр-лізі з рахунком 6:1 над львівськими «Карпатами». 22 квітня 2018 року «Верес» зазнав найбільшої поразки в сезоні від «Динамо Київ» програвши з рахунком 1:4. Сезон 2017/18 «Верес» закінчив на шостій сходинці.
21 травня 2018 року президент «Вереса» Богдан Копитко на офіційному сайті клубу заявив наступне: 
"Було прийняте спільне рішення про повернення Народного клубу «Верес» до Рівного. Нинішня команда, яка має право виступу в Українській Прем'єр-лізі, буде перейменована у Футбольний клуб «Львів».
Таким чином відбулася "реорганізація" двох клубів і рівняни опустилися до Другої ліги. У свою чергу місце «Вереса» в УПЛ посів ФК «Львів».
У сезоні 2018/19 рівняни фінішували на 5 місці у групі А Другої ліги. Після завершення чемпіонату на пост головного тренера «Вереса» був запрошений Юрій Вірт. Під його керівництвом команда зуміла у наступному чемпіонаті пробитися до Першої ліги.
У сезоні 2020/21 рівняни впевнено виграли золоті нагороди Першої ліги і здобули право у сезоні 2021/22 виступати в найсильнішому дивізіоні країни ― УПЛ. Утім, через збройну агресію Росії чемпіонат України припинився достроково. У 18-ти матчах рівняни здобули 6 перемог, 5 нічиїх та 7 разів поступилися.
Наступний чемпіонат склався для «Вереса» вкрай невдало. Команда не зуміла напряму зберегти прописку в УПЛ, посівши 13 місце в турнірній таблиці. Лише в стикових іграх за право залишитися в еліті українського футболу рівняни виконали завдання-мінімум на сезон 2022/23, коли за сумою двох матчів підопічні Юрія Вірта здолали запорізький «Металург» - 0:1, 6:1. Після перемоги над запоріжцями головний тренер рівнян подав у відставку, а через два дні команді представили нового наставника Сергія Лавриненка. 
Під керівництвом Сергія Лавриненка рівняни зіграли в чемпіонаті 16 матчів, у яких лише у двох святкували перемогу, 6 разів зіграли унічию та 8 разів поступилися. 12 грудня 2023 року наставника «Вереса» звільнили наглядовою радою через погані результати команди у сезоні 23/24
Новим тренером рівнян став Олег Шандрук, який вдруге в кар'єрі очолив клуб. 
Емблема команди:

У 2015 році клуб представив новий логотип, під яким команда виступає у всіх змаганнях починаючи з сезону 2015/2016.

1991 — 2000 рр.
Емблема клубу від 2000 р. до вересня 2007 р.
2007 — 2011 рр.
2015 — 2020 рр.

## Форма команди
| Домашня | Виїзна | Воротарська |

| Роки        | Виробник форми |
| ----------- | -------------- |
| 2015-2018   | Joma           |
| 2016-2017   | Kelme          |
| 2018-2019   | Legea          |
| 2019-2020   | Nike           |
| 2021 - н.ч. | Kelme          |

## Спонсори
| Роки      | Спонсор     |
| --------- | ----------- |
| 2015-2018 | «Лімо»      |
| 2018-2021 | «Autoplus»  |
| 2021-2022 | «Parimatch» |

Бюджет клубу в сезоні 2018/19 складав 4,5-5 млн грн., у сезоні 2019/20 — 12 млн грн., у сезоні 2020/21 — 28 млн грн. (з них 14 млн — видатки на заробітну плату).

## Уболівальники
Ультрас «Вереса» збираються на стадіоні «Авангард» на 19-му секторі. Найпринциповіший суперник — «Волинь» (Луцьк), протистояння з якою називають «Волинським дербі». Також неприязно фанати «Вереса» ставляться до фанатів київського «Арсенала» та тернопільської «Ниви».
Товаришують із фанатами київського «Динамо» та «Дніпра».

## Склад команди
Станом на 18 серпня 2025  року відповідно до офіційної заявки на сайті ПЛ
| №  | Поз. | Нац.     | Гравець                |
| -- | ---- | -------- | ---------------------- |
| 1  | ВР   | Україна  | Павло Стефанюк         |
| 2  | ЗХ   | Україна  | Максим Сміян           |
| 3  | ЗХ   | Україна  | Семен Вовченко         |
| 4  | ЗХ   | Словенія | Кай Ципот              |
| 6  | ПЗ   | Грузія   | Георгій Куція          |
| 8  | НП   | Україна  | Дмитро Годя            |
| 10 | ПЗ   | Україна  | Дмитро Кльоц           |
| 14 | ПЗ   | Україна  | Ігор Харатін (капітан) |
| 17 | ЗХ   | Україна  | Михайло Протасевич     |
| 18 | ПЗ   | Україна  | Віталій Бойко          |
| 20 | НП   | Гамбія   | Аладжі Воллі           |

| №  | Поз. | Нац.       | Гравець               |
| -- | ---- | ---------- | --------------------- |
| 22 | ЗХ   | Греція     | Константінос Стамуліс |
| 23 | ВР   | Молдова    | Андрій Кожухар        |
| 26 | ПЗ   | Україна    | Сергій Стень          |
| 29 | ПЗ   | Україна    | Валерій Кучеров       |
| 30 | ПЗ   | Україна    | Денис Ндукве          |
| 33 | ЗХ   | Україна    | Роман Гончаренко      |
| 44 | ЗХ   | Україна    | Даниїл Чечер          |
| 77 | ПЗ   | Україна    | Владислав Шарай       |
| 87 | НП   | Чорногорія | Марко Мрвальєвич      |
| 90 | ПЗ   | Камерун    | Самуель Нонго         |
| 91 | ВР   | Україна    | Валентин Горох        |

### Юнацький склад (U-19)
Станом на 18 серпня 2025  року відповідно до офіційної заявки на сайті ПЛ
| №  | Поз. | Нац.    | Гравець             |
| -- | ---- | ------- | ------------------- |
|    | ВР   | Україна | Арсеній Кондратьєв  |
|    | ВР   | Україна | Станіслав Оксененко |
|    | ВР   | Україна | Денис Саган         |
|    | ЗХ   | Україна | Роберт Газазян      |
|    | ЗХ   | Україна | Назар Грабовенський |
|    | ЗХ   | Україна | Нікіта Івасюк       |
|    | ЗХ   | Україна | Ілля Кондатьєв      |
|    | ЗХ   | Україна | Данііл Корнієнко    |
|    | ЗХ   | Україна | Євгеній Малюта      |
| 27 | ЗХ   | Україна | Владислав Сайчишин  |
|    | ЗХ   | Україна | Нікіта Тютюнник     |
| 16 | ЗХ   | Україна | Максим Яхонтов      |
|    | ПЗ   | Україна | Ігор Бойчук         |
| 25 | ПЗ   | Україна | Антон Видрич        |

| №  | Поз. | Нац.    | Гравець             |
| -- | ---- | ------- | ------------------- |
|    | ПЗ   | Україна | Олександр Гачкевич  |
|    | ПЗ   | Україна | Вадим Домантович    |
|    | ПЗ   | Україна | Ярослав Дружинін    |
| 70 | ПЗ   | Україна | Дмитро Матківський  |
|    | ПЗ   | Україна | Максим Пилипей      |
|    | ПЗ   | Україна | Іван Середюк        |
|    | ПЗ   | Україна | Михайло Товт        |
|    | ПЗ   | Україна | Теймур Халілов      |
|    | НП   | Україна | Владислав Волчков   |
|    | НП   | Україна | Станіслав Мігуцький |
|    | НП   | Україна | Дмитро Мурашко      |
|    | НП   | Україна | Богдан Орошкевич    |
| 47 | НП   | Україна | Ігнат Пушкуца       |
|    | НП   | Україна | Іван Саноцький      |

## Тренерський штаб
| Посада                       | Ім'я             |
| ---------------------------- | ---------------- |
| В.о. головного тренера       | Олег Шандрук     |
| Помічник головного тренера   | Олег Герасим'юк  |
| Помічник головного тренера   | Роман Гандзин    |
| Тренер воротарів             | Юрій Кособуцький |
| Тренер з фізичної підготовки | Максим Козлюк    |
| Тренер-аналітик              | Назар Стецій     |

## Досягнення

### Україна
Перша ліга чемпіонату України:
- Переможець (2): 1992, 2020/21,
- Бронзовий призер (1): 2016/17

Друга ліга чемпіонату України:
- Срібний призер: 2015/16

Кубок України:
- Півфіналіст: 1993/94

### СРСР
Чемпіонат УРСР:
- Бронзовий призер: 1981, 1990

Кубок УРСР:
- Фіналіст (2): 1957, 1991

### Рекорди
Радянські часи (1957-1991):
- Найбільше матчів у складі команди:  Володимир Новак  — 579 ігор (337 в чемпіонатах СРСР + 242 в рамках чемпіонатів України)
- Найкращий бомбардир: Володимир Чирков  — 88 м'ячів. Він же є і рекордсменом за кількістю забитих голів у одному сезоні — 25 (1980 р.).
- Перша гра: 20 квітня 1958 р. «Колгоспник» (Рівне) — «ЛТІ» (Ленінград)  — 0:0.
- Перший гол: Володимир Тимохін. (1958 р. «Колгоспник» (Рівне) — «Динамо» (Таллінн)  — 2:2.
- Перша перемога: 6 травня 1958 р. «Колгоспник» (Рівне) — «Волга» (Калінін) — 4:2.
- Найбільша перемога: «Авангард» (Рівне) — «Кристал» (Херсон) — 6:0 (1982).
- Часи Незалежності (1992-2024):
- Найбільше матчів у складі команди: Андрій Федорчук - 302
- Найкращий бомбардир: Сергій Вознюк - 41
- Рекордсмен за кількістю голів в сезоні: Руслан Степанюк - 24 (1 ліга, 2016/2017 р.р.)
- Перша гра: 16 лютого 1992 р. Кубок України: «Дніпро» (Черкаси) - «Верес» (Рівне) - 1:0
- Перший гол: Геннадій Черних (17 березня 1992 р. 1 ліга: «Кристал» (Чортків) - «Верес» (Рівне) - 2:2
- Перша перемога: 28 березня 1992 р, 1 ліга: «Верес» (Рівне) - «СКА» (Київ) - 2:0
- Найбільша перемога: 8 вересня 2016 р., 1 ліга: "Гірник-Спорт" (Горішні Плавні) - "Верес" (Рівне) - 1:6; 10 вересня 2017 р., УПЛ: "Карпати" (Львів) - "Верес" (Рівне) - 1:6
- Найбільші поразки: 7 жовтня 1994, Вища ліга,  «Таврія» (Сімферополь) - "Верес" (Рівне) - 7:0; 4 травня 1995, Вища ліга, «Динамо» (Київ) - "Верес" (Рівне) - 7:0; 4 серпня 2007, 2 ліга, «Оболонь-2» (Київ) - "Верес" (Рівне) — 7:0
- Найрезультатівниша гра: 15 квітня 2023,  Прем'єр-ліга,  ФК "Металіст" (Харків) - "Верес" (Рівне) - 5:5
- Найвідоміші гравці

| - Борис Русланов - Володимир Дударенко - Григорій Шаламай - Віктор Консевич - Станіслав Кочубинський - Олександр Кольцов - Тиберій Попович - Володимир Чирков - Георгій Яковишин - Володимир Новак - Юрій Кубишкін - Богдан Самардак - Володимир Різник - Ігор Гуринович - Юрій Суслопаров - Гінтарас Квіткаускас | - Юрій Мороз - Святослав Сирота - Олександр Довгалець - Ігор Яворський - Олег Кучер - Сергій Долганський - Денис Філімонов - Олександр Паляниця - Олександр Свистунов - Михайло Бурч |

## Рекордсмени клубу
Гравці з найбільшою кількістю м'ячів за часів незалежності (станом на 03.06.2024)
| №  | Прізвище                                                                  | ВЛ+УПЛ | 1 Ліга | 2 Ліга | КУ | Разом |
| -- | ------------------------------------------------------------------------- | ------ | ------ | ------ | -- | ----- |
| 1. | Сергій Вознюк (1993-1997, 2000-2002, 2004-2007)                           | 1      | 13     | 25     | 2  | 41    |
| 2. | Вадим Васильєв (1994-2007)                                                | 0      | 1      | 38     | 0  | 39    |
| 3. | Михайло Шестаков (2019-2024.)                                             | 7      | 13     | 13     | 4  | 37    |
| 4. | Володимир Никончук (1995-2008)                                            | 0      | 0      | 31     | 2  | 33    |
| 5. | Руслан Степанюк (2016-2018, 2024-н.ч.)                                    | 2      | 24     | 0      | 1  | 27    |
| 6. | Сергій Дьомушкін (1993-1998, 1999-2000, 2002-2005)                        | 1      | 0      | 23     | 1  | 25    |
| 7. | Михайло Сергійчук (2007-2009, 2009-2010, 2016-2017, 2017-2018, 2020-2022) | 8      | 11     | 3      | 2  | 24    |
| 8. | Віталій Шевчук (1995-2008)                                                | 0      | 8      | 15     | 0  | 23    |
| 9. | Володимир Ткачук (2000-2009)                                              | 0      | 0      | 21     | 0  | 21    |

- Гравці з найбільшою кількістю матчів (станом на 23.02.2025)

| #   | Прізвище                                           | ВЛ | 1 Ліга | 2 Ліга | КУ | Стикові ігри | Разом |
| --- | -------------------------------------------------- | -- | ------ | ------ | -- | ------------ | ----- |
| 1.  | Андрій Федорчук (1996-2009)                        | 0  | 43     | 243    | 16 | 0            | 302   |
| 2.  | Віталій Шевчук (1995-2008)                         | 0  | 60     | 225    | 16 | 0            | 301   |
| 3.  | Анатолій Коломієць (1995-1997, 1999-2008)          | 0  | 77     | 207    | 10 | 0            | 294   |
| 4.  | Володимир Новак (1992-1996, 1999-2004              | 90 | 46     | 106    | 21 | 0            | 263   |
| 5.  | Володимир Никончук (1995-2008)                     | 0  | 3      | 220    | 12 | 0            | 235   |
| 6.  | Сергій Вознюк (1993-1997, 2000-2002, 2004-2007)    | 5  | 77     | 115    | 8  | 0            | 205   |
| =   | Володимир Ткачук (2000-2009)                       | 0  | 0      | 196    | 9  | 0            | 205   |
| =   | Валерій Кучеров (2016-2017, 2018 - н.ч.)           | 95 | 59     | 28     | 17 | 6            | 205   |
| 9.  | Вадим Васильєв (1994-2007)                         | 10 | 18     | 167    | 6  | 0            | 201   |
| 10. | Сергій Дьомушкін (1993-1998, 1999-2000, 2002-2005) | 16 | 45     | 125    | 7  | 0            | 193   |

## Тренери НК Верес (статистика матчів, включаючи кубкові та стикові ігри)
| Ім'я                  | Період                                                                     | Примітка | І   | В  | Н  | П  | М       |  |
| --------------------- | -------------------------------------------------------------------------- | --- | --- | -- | -- | -- | ------- |  |
| Костянтин Щегоцький   | 1957, 1961, 1966                                                           | |     |    |    |    |         |  |
| / Віктор Лукашенко    | 1974 — 1976                                                                | |     |    |    |    |         |  |
| Валентин Тугарин      | 08.1977 — 1979                                                             | |     |    |    |    |         |  |
| / Віктор Матвієнко    | 1980 — 1982, 1985 — 08.1985                                                | |     |    |    |    |         |  |
| / Володимир Трошкін   | 1983 — 1984                                                                | |     |    |    |    |         |  |
| Володимир Поліщук     | 09.1985 — 1987                                                             | |     |    |    |    |         |  |
| Микола Волков         | 1989 — 06.1989, 04.2006 - 10.2006                                          | |     |    |    |    |         |  |
| /Роман Покора         | 1989 — 1991                                                                | |     |    |    |    |         |  |
| Віктор Носов          | 07.1991 — 10.1992                                                          | 4 (друга нижча ліга, СРСР) | 71  | 38 | 19 | 14 | 103-58  |  |
| Василь Курилов        | 04.10.1992 - 1992                                                          | | 11  | 3  | 2  | 6  | 12-20   |  |
| Михайло Дунець        | 1993 - 05.1994                                                             | | 51  | 18 | 18 | 15 | 55-47   |  |
| В'ячеслав Кобилецький | 05.1994 - 06.1994, 08.1994 - 04.1995, 04.1996 - 06.1997, 07.1999 - 09.1999 | | 95  | 27 | 17 | 51 | 82-156  |  |
| Михайло Фоменко       | 07.1994 - 16.08.1994                                                       | Після 6 матчів залишив команду (Вища ліга) | 6   | 3  | 2  | 1  | 6-5     |  |
| Микола Яцюк           | 07.1997 - 04.1999, 18.09.2010 - 23.10.2010                                 | |     |    |    |    |         |  |
| Сергій Сільвай        | 04.1999 - 06.1999, 09.1999 - 11.2000, 10.2003 - 2003, 10.2006 - 2006       | |     |    |    |    |         |  |
| Григорій Шаламай      | 11.2000 — 10.2003                                                          | 2000/01 - 12 місце (2 ліга), 2001/02 - 6 місце (2 ліга), 2002/03 - 7 місце (2 ліга). В кінці першого кола сезону 2003/04 залишив команду                              | 99  | 39 | 19 | 31 | 106-127 |  |
| Павло Іванчов         | 03.2004 - 06.2005                                                          | 10 місце в сезоні 2003/04 (2 ліга), 11 місце в сезоні 2004/05 (2 ліга)                                                                                                | 43  | 15 | 11 | 17 | 53-53   |  |
| Роман Лаба            | 07.2005 - 2005                                                             | Після першого кола сезону 2005/06 залишив команду | 17  | 6  | 5  | 6  | 24-28   |  |
| Микола Філін          | 05.2008 - 01.06.2010                                                       | | 63  | 16 | 14 | 33 | 46-86   |  |
| Олег Лутков           | 15.07.2015 — 11.11.2015                                                    | Перший головний тренер після відродження (2 ліга) | 16  | 9  | 3  | 4  | 22-15   |  |
| Віктор Богатир        | 01.12.2015 — 10.04.2016                                                    | Після 3 ігор залишив команду (2 ліга) | 3   | 1  | 0  | 2  | 2-3     |  |
| Володимир Мазяр       | 11.04.2016 — 25.04.2017                                                    | 2 (підвищення у класі 1 ліга) | 37  | 25 | 5  | 7  | 74-35   |  |
| Юрій Вірт             | 25.04.2017 — 06.06.2017                                                    | Виконувач обов'язків 3 (підвищення у класі Прем'єр-ліга) | 8   | 3  | 3  | 2  | 9-7     |  |
| Юрій Вірт             | 06.06.2017 — 01.08.2018, 14.06.2019 — 14.06.2023                           | Головний тренер, 6 місце (Прем'єр ліга), 3 місце (2 ліга, підвищення у класі)), 1 місце (1 ліга, підвищення у класі), 9 місце (Прем'єр-ліга), 13 місце (Прем'єр-ліга) | 133 | 61 | 32 | 40 | 193-142 |  |
| Юрій Свірков          | 17.02.2018 - 22.04.2018                                                    | Після 9 ігор залишив команду (Прем'єр-ліга) | 9   | 2  | 1  | 6  | 5-12    |  |
| Андрій Демченко       | 29.04.2018 - 21.05.2018                                                    | Після 4 ігор залишив команду (Прем'єр-ліга) | 4   | 0  | 2  | 2  | 1-3     |  |
| Володимир Гоменюк     | 2018                                                                       | Після стартових 3 ігор чемпіонату +1 кубкового матчу залишив команду (2 ліга)                                                                                         | 4   | 0  | 2  | 2  | 1-3     |  |
| Олег Шандрук          | 2018 — 2019                                                                | 5 місце (Друга ліга) | 24  | 12 | 4  | 8  | 24-23   |  |
| Сергій Лавриненко     | 15.06.2023 - 12.12.2023                                                    | Після 17 туру залишив команду | 18  | 3  | 6  | 9  | 18-30   |  |
| Олег Шандрук          | 12.12.2023 - н.ч.                                                          | 13 місце в сезоні 2023/24. У стикових іграх зберіг прописку клубу в УПЛ                                                                                               | 16  | 5  | 5  | 6  | 20-22   |  |

## Статистика виступів

### Колгоспник
| Сезон | Ліга                  | Місце       | І  | В  | Н  | П  | ГЗ | ГП | О  | Кубок УРСР | Кубок СРСР             | Кращі бомбардири                |
| ----- | --------------------- | ----------- | -- | -- | -- | -- | -- | -- | -- | ---------- | ---------------------- | ------------------------------- |
| 1958  | Клас «Б». 3 зона      | 14          | 30 | 7  | 8  | 15 | 44 | 65 | 22 | —          | 1/2 зонального турніру | В. Тодоров - 9                  |
| 1959  | Клас «Б». 4 зона      | 9           | 28 | 8  | 8  | 12 | 49 | 49 | 24 |            |                        | Л. Рознюк - 14                  |
| 1960  | Клас «Б». 1 зона УРСР | 9           | 32 | 14 | 8  | 10 | 42 | 40 | 36 |            | 1/4 зонального турніру | А. Коновалов - 11               |
| 1961  | Клас «Б». 1 зона УРСР | 10 (20)[15] | 34 | 13 | 6  | 15 | 57 | 61 | 32 |            | 1/2 зонального турніру | В. Денисюк - 13                 |
| 1962  | Клас «Б». 2 зона УРСР | 4 (14)      | 24 | 10 | 9  | 5  | 44 | 34 | 29 |            | 1/8 зонального турніру | Є. Снитко - 22                  |
| 1963  | Клас «Б». 1 зона УРСР | 18 (35)     | 38 | 9  | 7  | 22 | 37 | 57 | 25 |            | 1/8 зонального турніру | ?                               |
| 1964  | Клас «Б». 1 зона УРСР | 9 (21)      | 30 | 11 | 7  | 12 | 30 | 27 | 29 |            | 1/4 зонального турніру | В. Денисюк і Т. Примак - по - 6 |
| 1965  | Клас «Б». 2 зона УРСР | 16 (40)     | 30 | 7  | 6  | 17 | 26 | 39 | 20 |            | 1/8 зонального турніру | В. Дударенко - 11               |
| 1966  | Клас «Б». 1 зона УРСР | 11 (21)     | 38 | 11 | 17 | 10 | 27 | 30 | 39 |            | —                      | Я. Карпанець -8                 |

### Горинь
| Сезон | Ліга                  | Місце     | І  | В  | Н  | П  | ГЗ | ГП | О  | Кубок УРСР | Кубок СРСР             | Кращі бомбардири  |
| ----- | --------------------- | --------- | -- | -- | -- | -- | -- | -- | -- | ---------- | ---------------------- | ----------------- |
| 1967  | Клас «Б». 1 зона УРСР | 10        | 40 | 13 | 15 | 12 | 37 | 35 | 41 |            | 1/2 зонального турніру | В. Орденко - 8    |
| 1968  | Клас «Б». 1 зона УРСР | 7         | 42 | 14 | 17 | 11 | 35 | 25 | 45 |            | 1/8 зонального турніру | І. Артемюк - 12   |
| 1969  | Клас «Б». 1 зона УРСР | 7         | 40 | 18 | 10 | 12 | 39 | 34 | 46 |            | —                      | Б. Малахов - 8    |
| 1970  | Клас «Б» УРСР         | 4 (9)[16] | 40 | 14 | 14 | 12 | 48 | 41 | 42 |            | —                      | В. Возницький - 9 |
| 1971  | Друга «1 зона»        | 26        | 50 | 9  | 10 | 31 | 27 | 73 | 28 |            | —                      | В. Лаєвський - 4  |

### Авангард
| Сезон | Ліга                 | Місце | І  | В  | Н  | П  | ГЗ | ГП | О          | Кубок УРСР  | Кубок СРСР | Кращі бомбардири  |
| ----- | -------------------- | ----- | -- | -- | -- | -- | -- | -- | ---------- | ----------- | ---------- | ----------------- |
| 1972  | Друга «1 зона»       | 18    | 46 | 13 | 14 | 19 | 41 | 52 | 40         | 1/16 фіналу | —          | О. Плутицький - 7 |
| 1973  | Друга «1 зона»       | 21    | 44 | 11 | 12 | 21 | 34 | 57 | 27(-7)[17] | 1/4 фіналу  | —          | Б. Малахов - 7    |
| 1974  | Друга «6 зона»       | 18    | 38 | 12 | 6  | 20 | 33 | 52 | 30         | 1/8 фіналу  | —          | Б. Малахов - 9    |
| 1975  | Друга «6 зона»       | 15    | 32 | 9  | 9  | 14 | 22 | 30 | 27         | 1/8 фіналу  | —          | В. Аністратов - 6 |
| 1976  | Друга «6 зона»       | 15    | 38 | 13 | 8  | 17 | 31 | 41 | 34         | 1/16 фіналу | —          | І. Волік - 9      |
| 1977  | Друга «2 зона»       | 20    | 44 | 8  | 14 | 22 | 31 | 64 | 30         |             | —          | М. Ткаченко - 6   |
| 1978  | Друга «2 зона»       | 8     | 44 | 19 | 9  | 16 | 55 | 39 | 47         |             | —          | М. Ткаченко - 13  |
| 1979  | Друга «2 зона»       | 4     | 46 | 23 | 14 | 9  | 76 | 41 | 60         |             | —          | В. Чирков - 16    |
| 1980  | Друга «5 зона»       | 4     | 44 | 22 | 15 | 7  | 54 | 30 | 59         |             | —          | В. Чирков - 25    |
| 1981  | Друга «5 зона»       | 3     | 44 | 21 | 11 | 10 | 62 | 23 | 56         |             | —          | В. Чирков - 16    |
| 1982  | Друга «6 зона»       | 4     | 46 | 25 | 11 | 10 | 65 | 34 | 61         |             | —          | В. Сахно - 16     |
| 1983  | Друга «6 зона»       | 8     | 50 | 19 | 16 | 15 | 56 | 59 | 54         |             | —          | Г. Яковишин - 16  |
| 1984  | Друга «6 зона»       | 10    | 36 | 12 | 12 | 12 | 32 | 43 | 36         |             | —          | Г. Яковишин - 6   |
| 1985  | Друга «6 зона»       | 23    | 40 | 11 | 13 | 16 | 38 | 54 | 35         |             | —          | В. Чирков - 10    |
| 1986  | Друга «6 зона»       | 11    | 40 | 16 | 9  | 15 | 46 | 44 | 41         |             | —          | Б. Самардак - 13  |
| 1987  | Друга «6 зона»       | 14    | 52 | 19 | 14 | 19 | 50 | 53 | 52         |             | —          | Б. Самардак - 18  |
| 1988  | Друга «6 зона»       | 14    | 50 | 21 | 8  | 21 | 52 | 56 | 50         |             | —          | Б. Самардак - 16  |
| 1989  | Друга «6 зона»       | 19    | 52 | 14 | 17 | 21 | 39 | 41 | 45         |             | —          | В. Новак - 7      |
| 1990  | Друга нижча «1 зона» | 3     | 36 | 21 | 11 | 4  | 53 | 27 | 53         | 1/8 фіналу  | —          | Б. Самардак - 11  |
| 1991  | Друга нижча «1 зона» | 4     | 50 | 28 | 13 | 9  | 67 | 38 | 69         | Фіналіст    | —          | О. Бондар - 12    |

### Верес
| Сезон             | Ліга            | Місце   | І  | В  | Н  | П  | ГЗ | ГП | О  | Кубок України | Кубок Ліги      | Примітки                            | Кращі бомбардири                          |
| ----------------- | --------------- | ------- | -- | -- | -- | -- | -- | -- | -- | ------------- | --------------- | ----------------------------------- | ----------------------------------------- |
| 1992              | Перша Група «A» | 1 з 14  | 26 | 14 | 8  | 4  | 38 | 15 | 36 | 1/32 фіналу   |                 | Підвищення                          | О. Снігирьов - 10                         |
| 1992-93           | Вища            | 16 з 16 | 30 | 9  | 6  | 15 | 29 | 42 | 24 | 1/8 фіналу    |                 | —                                   | О. Снігирьов - 6                          |
| 1993-94           | Вища            | 12 з 18 | 34 | 10 | 12 | 12 | 32 | 36 | 32 | 1/2 фіналу    |                 | —                                   | О. Паляниця і І. Яворський - по 7         |
| 1994-95           | Вища            | 18 з 18 | 34 | 8  | 7  | 19 | 28 | 63 | 31 | 1/8 фіналу    |                 | Пониження                           | О. Свістунов і Р. Шапоренко - по 5        |
| 1995-96           | Перша           | 16 з 22 | 42 | 15 | 9  | 18 | 39 | 49 | 54 | 1/32 фіналу   |                 | —                                   | І. Українець - 10                         |
| 1996-97           | Перша           | 23 з 24 | 46 | 9  | 6  | 26 | 36 | 79 | 42 | 1/32 фіналу   |                 | Пониження                           | С. Вознюк - 6                             |
| 1997-98           | Друга Група «A» | 4 з 18  | 34 | 14 | 10 | 10 | 42 | 33 | 52 | 1/64 фіналу   |                 | —                                   | Ю. Баховський - 18                        |
| 1998-99           | Друга Група «A» | 13 з 15 | 28 | 6  | 3  | 19 | 13 | 50 | 15 | 1/128 фіналу  |                 | −6 очок[18]                         | В. Чучкевич - 3                           |
| 1999-00           | Друга Група «A» | 14 з 16 | 30 | 7  | 7  | 16 | 32 | 51 | 28 | —             | 1/32 фіналу     | —                                   | В. Ткачук, М. Бурч, Ю. Гаркуша - по 4     |
| 2000-01           | Друга Група «A» | 12 з 16 | 30 | 7  | 6  | 17 | 26 | 52 | 27 | —             | Попередній етап | —                                   | В. Васильєв - 10                          |
| 2001-02           | Друга Група «A» | 6 з 19  | 36 | 18 | 10 | 8  | 41 | 23 | 64 | Перший етап   |                 | —                                   | В. Шевчук - 6                             |
| 2002-03           | Друга Група «A» | 7 з 15  | 28 | 11 | 3  | 14 | 28 | 39 | 36 | 1/32 фіналу   |                 | —                                   | В. Никончук і С. Дьомушкін - по 5         |
| 2003-04           | Друга Група «A» | 10 з 16 | 30 | 9  | 8  | 13 | 32 | 43 | 35 | 1/16 фіналу   |                 | —                                   | С. Дьомушкін - 6                          |
| 2004-05           | Друга Група «A» | 11 з 15 | 28 | 9  | 6  | 13 | 35 | 38 | 33 | 1/32 фіналу   |                 | —                                   | С. Дьомушкін - 8                          |
| 2005-06           | Друга Група «A» | 7 з 16  | 28 | 12 | 6  | 10 | 33 | 40 | 42 | 1/8 фіналу    |                 | —                                   | Ю. Скороход - 6                           |
| 2006-07           | Друга Група «A» | 13 з 15 | 28 | 5  | 7  | 16 | 24 | 44 | 22 | 1/32 фіналу   |                 | —                                   | Ю. Скороход - 4                           |
| 2007-08           | Друга Група «A» | 14 з 16 | 30 | 7  | 8  | 15 | 25 | 44 | 29 | —             |                 | —                                   | В. Ткачук - 7                             |
| 2008-09           | Друга Група «A» | 13 з 18 | 32 | 11 | 6  | 15 | 24 | 32 | 39 | 1/64 фіналу   |                 | —                                   | Ю. Козлюк - 4                             |
| 2009-10           | Друга Група «A» | 9 з 12  | 20 | 4  | 4  | 12 | 16 | 41 | 16 | 1/32 фіналу   | Груповий турнір | —                                   | В. Гайдук - 5                             |
| 2010-11           | Друга Група «A» | 12 з 12 | 22 | 0  | 0  | 22 | 4  | 51 | −3 | 1/64 фіналу   |                 | −3 очки[19], виключений з ПФЛ[20]   | О. Любар - 2                              |
| клуб розформовано |                 |         |    |    |    |    |    |    |    |               |                 |                                     |                                           |
| 2015-16           | Друга ліга      | 2 з 14  | 26 | 16 | 4  | 6  | 41 | 24 | 52 | 1/32 фіналу   |                 | Підвищення                          | А. Яременко - 8                           |
| 2016-17           | Перша ліга      | 3 з 18  | 34 | 20 | 7  | 7  | 62 | 32 | 67 | 1/8 фіналу    |                 | Підвищення                          | Р. Степанюк- 24                           |
| 2017-18           | Прем'єр-ліга    | 6 з 12  | 32 | 7  | 14 | 11 | 28 | 30 | 35 | 1/4 фіналу    |                 | Обмін лігами із ФК «Львів»          | М. Сергійчук - 6                          |
| 2018-19           | Друга Група «A» | 5 з 10  | 27 | 12 | 5  | 10 | 24 | 25 | 41 | 1/64 фіналу   |                 |                                     | Б. Орловський - 5                         |
| 2019-20           | Друга Група «A» | 3 з 11  | 20 | 11 | 3  | 6  | 34 | 23 | 36 | 1/32 фіналу   |                 | Підвищення                          | Михайло Шестаков - 11                     |
| 2020-21           | Перша ліга      | 1 з 16  | 30 | 21 | 5  | 4  | 56 | 21 | 68 | 1/4 фіналу    |                 | Підвищення                          | Михайло Шестаков - 13                     |
| 2021-22           | Прем'єр-ліга    | 9 з 16  | 18 | 6  | 5  | 7  | 15 | 20 | 23 | 1/8 фіналу    |                 |                                     | Михайло Шестаков - 3                      |
| 2022-23           | Прем'єр-ліга    | 13 з 16 | 30 | 8  | 7  | 15 | 35 | 45 | 31 | Не проводився |                 | У перехідних матчах залишився в УПЛ | Дмитро Кльоц і Віталій Блізніченко - по 5 |
| 2023-24           | Прем'єр-ліга    | 13 з 16 | 30 | 6  | 10 | 14 | 31 | 46 | 28 | 1/8 фіналу    |                 | У перехідних матчах залишився в УПЛ | В. Дахновський - 5                        |
| 2024-25           | Прем'єр-ліга    | 9 з 16  | 30 | 9  | 9  | 12 | 33 | 44 | 36 | 1/4 фіналу    |                 |                                     | М. Гайдучик - 6                           |
| Ліга         | Сезони | І   | В   | Н   | П   | М        | О    | Бомбардири по лігах     |
| ------------ | ------ | --- | --- | --- | --- | -------- | ---- | ----------------------- |
| Прем'єр-ліга | 7      | 208 | 54  | 61  | 93  | 198-282  | 223  | Олександр Паляниця - 11 |
| Перша        | 5      | 178 | 81  | 38  | 59  | 231-196  | 281  | Руслан Степанюк - 24    |
| Друга        | 17     | 477 | 159 | 96  | 222 | 474-653  | 573  | Вадим Васильєв - 38     |
| Усього       | 29     | 863 | 294 | 195 | 374 | 903-1131 | 1077 |                         |

### Статистика виступів у Кубку України
| Рік       | Етап                     | І              | В              | Н              | П              | М              | О              | Кращий бомбардир                                        | Тренер                              |
| --------- | ------------------------ | -------------- | -------------- | -------------- | -------------- | -------------- | -------------- | ------------------------------------------------------- | ----------------------------------- |
| 1992      | 1/32                     | 1              | 0              | 0              | 1              | 0-1            | 0              |                                                         | Віктор Носов                        |
| 1992/93   | 1/8                      | 4              | 1              | 2              | 1              | 6-7            | 5              | О. Свистунов і О. Снєгірьов (2)                         | Віктор Носов/Василь Курилов         |
| 1993/94   | 1/2                      | 10             | 4              | 3              | 3              | 13-8           | 15             | І. Яворський, О. Паляниця, Б. Самардак (3)              | Михайло Дунець                      |
| 1994/95   | 1/8                      | 4              | 2              | 0              | 2              | 4-3            | 6              | О. Шапаренко, О. Паляниця, М. Закотюк, Д. Філімонов (1) | В'ячеслав Кобилецький               |
| 1995/96   | 1/64 (неявка)            | -              | -              | -              | -              | -              | -              |                                                         | В'ячеслав Кобилецький               |
| 1996/97   | 1/32                     | 2              | 1              | 0              | 1              | 3-3            | 3              | Ю. Бакалов (2)                                          | В'ячеслав Кобилецький               |
| 1997/98   | 1/64                     | 2              | 1              | 0              | 1              | 4-4            | 3              | В. Ковтонюк (2)                                         | Микола Яцюк                         |
| 1998/99   | 1/128                    | 2              | 0              | 0              | 2              | 0-5            | 0              |                                                         | Микола Яцюк                         |
| 1999/00   | Не брав участі           | Не брав участі | Не брав участі | Не брав участі | Не брав участі | Не брав участі | Не брав участі | Не брав участі                                          |                                     |
| 2000/01   | Попередній етап (неявка) |                |                |                |                |                |                |                                                         | Сергій Сільвай                      |
| 2001/02   | Перший етап              | 2              | 1              | 0              | 1              | 2-2            | 3              | В. Никончук і Р. Ядчишин (1)                            | Г. Шаламай                          |
| 2002/03   | 1/32                     | 1              | 0              | 0              | 1              | 0-2            | 0              |                                                         | Г. Шаламай                          |
| 2003/04   | 1/16                     | 2              | 0              | 0              | 2              | 2-6            | 0              | С. Дьомушкін, А. Федорчук (1)                           | Г. Шаламай                          |
| 2004/05   | 1/32                     | 1              | 0              | 0              | 1              | 2-4            | 0              | C. Вознюк і В. Свірідов (1)                             | С. Сташко                           |
| 2005/06   | 1/8                      | 3              | 1              | 1              | 1              | 6-7            | 4              | А. Дева (3)                                             |                                     |
| 2006/07   | 1/32                     | 1              | 0              | 0              | 1              | 0-2            | 0              |                                                         | М. Волков                           |
| 2007/08   | Не брав участі           | Не брав участі | Не брав участі | Не брав участі | Не брав участі | Не брав участі | Не брав участі | Не брав участі                                          | Не брав участі                      |
| 2008/09   | Перший попередній етап   | 1              | 0              | 0              | 1              | 0-1            | 0              |                                                         | М. Філін                            |
| 2009/10   | Другий попередній етап   | 2              | 1              | 0              | 1              | 2-4            | 3              | О. Любар (2)                                            | А. Ковтун                           |
| 2010/11   | Перший попередній етап   | 1              | 0              | 0              | 1              | 0-3            | 0              |                                                         | В. Шевчук                           |
| 2011-2014 | Не брав участі           | Не брав участі | Не брав участі | Не брав участі | Не брав участі | Не брав участі | Не брав участі | Не брав участі                                          | Не брав участі                      |
| 2015/16   | Другий попередній етап   | 1              | 0              | 0              | 1              | 0-1            | 0              |                                                         | О. Лутков, В. Богатир               |
| 2016/17   | 1/8                      | 3              | 2              | 0              | 1              | 4-3            | 6              | O. Зозуля, Д. Козьбан, Р. Степанюк , І. Сікорський (1)  | В. Мазяр                            |
| 2017/18   | 1/4                      | 3              | 2              | 0              | 1              | 3-5            | 6              | Є. Морозенко (2)                                        | Ю. Вірт, Ю. Свірков                 |
| 2018/19   | Перший попередній етап   | 1              | 0              | 1              | 0              | 1-1            | 1              | О. Дубина (1)                                           | В. Гоменюк, А. Демченко, О. Шандрук |
| 2019/20   | Другий попередній етап   | 2              | 1              | 0              | 1              | 3-3            | 3              | І. Солдат, Ю. Соломка, А. Яременко (1)                  | Ю. Вірт                             |
| 2020/21   | 1/4                      | 5              | 4              | 0              | 1              | 14-4           | 12             | Р. Гегедош-4                                            | Ю. Вірт                             |
| 2021/22   | 1/8                      | 2              | 1              | 0              | 1              | 2-3            | 3              | М. Шестаков і М. Сергійчук (1)                          | Ю. Вірт                             |
| 2023/24   | 1/8                      | 2              | 1              | 0              | 1              | 3-4            | 3              | В. Шарай-2                                              | С. Лавриненко                       |
| Усього:   | 22 турніри               | 58             | 23             | 7              | 28             | 74-86          | 76             | О. Паляниця, Р. Гегедош, М. Шестаков - по 4             |                                     |

Найбільша перемога: «Дніпро» (Черкаси) – «Верес» ― 0:5 (08.09.2020)
Найбільша поразка: «Верес» – ЦСКА (Київ) ― 0:4 (05.08.2009), «Шахтар» – «Верес» ― 4:0 (29.11.2017)